# Stephansmühle
Stephansmühle ist ein Gemeindeteil der Stadt Hilpoltstein im Landkreis Roth (Mittelfranken, Bayern). Stephansmühle liegt in der Gemarkung Hilpoltstein.

## Lage
Die Einöde liegt an der Roth etwa 3 km nordwestlich des Ortskerns von Hilpoltstein. Von Hilpoltstein aus führt die Rother Straße (= Staatsstraße 2220) in Richtung Eckersmühlen. Etwa 300 Meter nach dem Ortsende von Hilpoltstein zweigt in Richtung Westen eine Gemeindeverbindungsstraße zur Stephansmühle ab. Von Hilpoltstein aus gelangt man auch über eine Gemeindeverbindungsstraße (anfänglich die Bahnhofstraße) über die Seitzenmühle und die Knabenmühle zur Stephansmühle.

## Geschichte
Der Ort wurde 1495 als „Steffelsmühl“ bezeichnet, benannt nach dem damaligen Müller Hans Steffel. Das Anwesen bestand aus dem Mühlhaus, einem Stadel, einem Schweinestall und zwei „Hofhäuslein“.
Die Mühle gehörte den Herren von Stein. Ab 1505 unterstand sie hochgerichtlich dem pfalz-neuburgischen Amt Hilpoltstein. Dieses war von 1542 an für 36 Jahre an die Reichsstadt Nürnberg verpfändet. In der rentamtlichen Registratur, die Nürnberg 1544 anlegen ließ, heißt es von der „Steffansmühl“, dass sie zwei Gänge hat und der Patrizierfamilie Imhoff zu Nürnberg gehört, die auch die niedere Gerichtsbarkeit ausübte. Auch in der Beschreibung des Amtes Hilpoltstein von 1604 ist von der „Steffansmuhl“ die Rede.
1625 ging die Mühle an Raymund Imhoff über. Unter einem späteren Imhoff, vermutlich Johann Christoph von Imhoff (1659–1736), wurde ein Schlösschen errichtet. 1754 übernahm durch Heirat die Nürnberger Patrizierfamilie Haller von Hallerstein das Anwesen (1762, 1791: Christoph Joachim Haller von Hallerstein). Außer dem Mahlbetrieb gab es eine Säge und einen landwirtschaftlichen Betrieb; die Pächter wechselten häufig.
Gegen Ende des Alten Reiches unterstand die Mühle hochgerichtlich dem nunmehrigen kurbayerischen Pflegamt Hilpoltstein. 1806 wurde die Mühle mit dem Amt Hilpoltstein in das neue Königreich Bayern eingegliedert und kam zum Steuerdistrikt und zur Gemeinde Heuberg. Am 9. Februar 1822 wurde die Stephansmühle zusammen mit der Knabenmühle, Lösmühle und Seitzenmühle der Munizipalgemeinde Hilpoltstein beigegeben.
1818 lebten in der Stephansmühle drei, 1829 zwei Familien. 1832 wird berichtet, dass das Anwesen aus der Mühle und zwei Häusern besteht und die Mühle einen Mahlgang besitzt. Die Bewohner gehörten zur protestantischen Pfarrei Eckersmühlen. Im Laufe des 19. Jahrhunderts verfiel das Schlösschen im Mühlenanwesen. 1859 hieß der Müller Stephan Dauses; er wurde „im Namen Seiner Majestät des Königs“ öffentlich belobigt, da mit seiner Unterstützung im Juli des betreffenden Jahres zwei Brände im Staatsforst rasch gelöscht werden konnten. 1873 wurden im Anwesen zwei Pferde und neun Rinder gehalten.
Das Mahlen wurde noch vor dem Zweiten Weltkrieg unter dem letzten Müller Pfahler aufgegeben und das Anwesen verkauft. Heute ist das Anwesen ein Reitstall; Pferdezucht und Pferdesport werden hier betrieben und Turniere ausgetragen. 2017 wurde das Anwesen um eine Pferdeklinik erweitert.
Diese Klinik zählt inzwischen zu den größten Arbeitgebern in Hilpoltstein.

## Einwohnerentwicklung
- 1818: 16 (2 Feuerstellen, 3 Familien)[19]
- 1836: 14 (2 Häuser)[20]
- 1837: 8 (3 Gebäude)[10]
- 1861: 9 (4 Gebäude)[21]
- 1871: 8 (10 Gebäude)[16]
- 1900: 7 (2 Wohngebäude)[22]
- 1937: 7 Protestanten[23]
- 1950: 18 (2 Wohngebäude)[10]
- 1961: 12 (2 Wohngebäude)[24]
- 1970: 10[25]
- 1987: 4 (3 Wohngebäude, 3 Wohnungen)[1]

## Baudenkmäler
Fachwerk-Wohnhaus (19. Jahrhundert) und Fachwerkscheune (18. Jahrhundert) der Mühle gelten als Baudenkmäler.

## Vereine
- Reitclub Stephansmühle e. V. (RCS), 1982 gegründet[27]